# Peñota
Peñota è una stazione della linea 2 della metropolitana di Bilbao.
Si trova nel quartiere Peñota di Santurtzi, nonostante gli ingressi si trovino nel comune di Portugalete.

## Storia
La stazione è stata inaugurata il 4 luglio 2009 in occasione della terza estensione della linea 2.